# Rotonda (Italia)
Rotonda es un municipio situado en el territorio de la provincia de Potenza, en Basilicata (Italia).
Rotonda se halla a un altitud de 635 sobre el nivel del mar, en el extremo sur de la provincia de Potenza, en el límite con la Calabria.  Se halla en el corazón del Parque nacional del Pollino, en el valle del Mercure y su territorio comprende algunos cerros que alcanzan los 1900 metros sobre el nivel del mar. 

## Demografía
| Gráfica de evolución demográfica de Rotonda entre 1861 y 2001 |
|                                                               |
| fuente ISTAT - elaboración gráfica a cargo de Wikipedia       |